# Undeck the Halls
«Undeck the Halls» es el décimo episodio de la primera temporada de la serie de televisión en formato falso documental Modern Family. Se estrenó en ABC en los Estados Unidos el 9 de diciembre de 2009. El episodio fue escrito por Dan O'Shannon y dirigido por Randall Einhorn.Fred Willard interpreta al padre de Phil, Frank Dunphy.
En este episodio, Claire y Phil para quitarse el árbol de Navidad cuando descubren que uno de los hijos probó un cigarrillo, pero nadie quiere hablar. Alex asume la culpa de salvar al árbol de Navidad, pero se revela que todos estaban diciendo la verdad desde el principio. Cameron y Mitchell llevan a Lily a tomar su primera foto con Santa Claus en el centro comercial, pero se quejan a la gerencia de que Santa Claus no es lo suficientemente alegre para los niños, lo que hace que Santa pierda su trabajo. Jay quiere presentar a Manny y Gloria algunas tradiciones navideñas, mientras que ellos quieren hacer lo mismo con Jay con las tradiciones navideñas colombianas.
El episodio recibió críticas positivas de los críticos y tuvo un 3,8. en el grupo demográfico de 18-49.

## Argumento
Mientras Claire (Julie Bowen), Phil (Ty Burrell) y los hijos hablan con el padre de Phil, Frank (Fred Willard) a través del chat para desearle Feliz Navidad, Claire descubre una marca de quemadura del sofá. Al ver eso, llegan a la conclusión de que uno de los hijos estaba fumando un cigarrillo y les piden que digan quién lo hizo. Cuando ninguno de los hijos dice la verdad, Phil reacciona de una manera extrema y amenaza para cancelar la Navidad, llevándose el árbol hasta que alguien confiesa.
A pesar de la consternación de Claire y los hijos, Phil se mantiene firme. Alex (Ariel Winter), al ver que Phil se toma en serio la quita del árbol de Navidad, fue ella dijo la que intentó fumar. Phil trae de vuelta el árbol de Navidad y Claire dice que Alex está castigada durante toda una semana, a partir del 26 de diciembre, por lo que no se perderá el día de Navidad, pero se perderá el Año Nuevo. Mientras celebran, descubren que la marca de quemadura del sofá fue causada por la luz de refracción a través de un adorno de Navidad que Frank les envió. Cuando le preguntan a Alex por qué mintió, dice que no quería que Phil se llevara la Navidad, así que decidió asumir la culpa. La Navidad está de vuelta, aunque cuando los hijos le recuerdan a Phil que los culpó y cancelar a los adornos navideñas por algo que no hicieron, promete impulsivamente llevar a la familia a Italia.
Jay (Ed O'Neill) intenta presentar a Manny (Rico Rodriguez) y Gloria (Sofia Vergara) algunas tradiciones navideñas de Pritchett viendo Miracle on 34th Street. Sin embargo, Gloria y Manny quieren incorporar algunas de las tradiciones de su país que incluyen chistes y fuegos artificiales. Jay inicialmente no reacciona bien, pero al final se da cuenta de que pueden tener tradiciones estadounidenses y colombianas juntas.
Mientras tanto, Cameron (Eric Stonestreet) y Mitchell (Jesse Tyler Ferguson) llevan a Lily (Ella Hiller) al centro comercial para tomar su primera foto con Santa (Brian T. Finney). Cuando llega su turno para la foto, no encuentran a Santa Claus lo suficientemente grande. Se quejan de ello a la gerencia y el tipo que retrata a Santa Claus es despedido. Sintiéndose culpables por lo que han hecho, se llevan a Santa Claus a casa para compartir una cena con él. Aunque incómodo al principio, especialmente desde que lo despidieron, las cosas funcionan y se revela que sabía que lo habían despedido. Saliendo de la casa de Cam y Mitchell, Santa golpea a un cantante de villancicos que usurpó a Cameron de su grupo a capella que se presentó en su casa para fastidiar a Cameron.

## Recepción

### Audiencia
En su transmisión original, «Undeck the Halls» fue visto por un estimado de 9,666 millones de hogares y recibió una calificación del 3,8/10% de participación en el grupo demográfico de 18-49 con una calificación del 5,6/6% de la calificación de Nielsen en Nielsen Media Research.«Undeck the Halls» terminó en el puesto 23 en las calificaciones semanales.El episodio fue el sexto programa mejor valorado en ABC en audiencia general durante la semana, y fue segundo en las calificaciones de 18-49 de la semana (después del especial de Disney Prep and Landing).

### Reseñas
«Undeck the Halls» recibió críticas positivas.
Robert Canning le dio un 8.6/10 diciendo que «estableció el listón para que, con suerte, muchos más episodios de Navidad por venir», diciendo que lo más divertido vino de la subtrama de Cameron y Mitchell y dice que espera con ansias más episodios de Navidad.
Jason Hughes de TV Squad declaró en su reseña: «Este episodio de vacaciones fue más ligero en los momentos divertidos que la mayoría de los episodios de Modern Family, lo que no quiere decir que no fuera muy divertido. Sustituyó a los que con momentos más sinceros». También afirmó que el mejor momento del episodio fue cuando Jay sorprendió a Gloria y Manny con fuegos artificiales.
TV Fanatic le dio al episodio una crítica positiva diciendo: «El episodio podría no haber sido tan divertido como las entregas anteriores, pero ciertamente tenía un corazón muy dulce, especialmente cuando se trataba de la historia de Jay». Pero el episodio fue criticado por no presentar a Fred Willard diciendo: «Fred Willard es un genio cómico y podría haber añadido mucho al ya increíble elenco de Modern Family, pero por alguna extraña razón no fue utilizado».